# Robert Carl Blank
Robert Carl Blank (* 1975 bei Frankfurt am Main) ist ein deutscher Blues- und Pop-Gitarrist und Sänger.

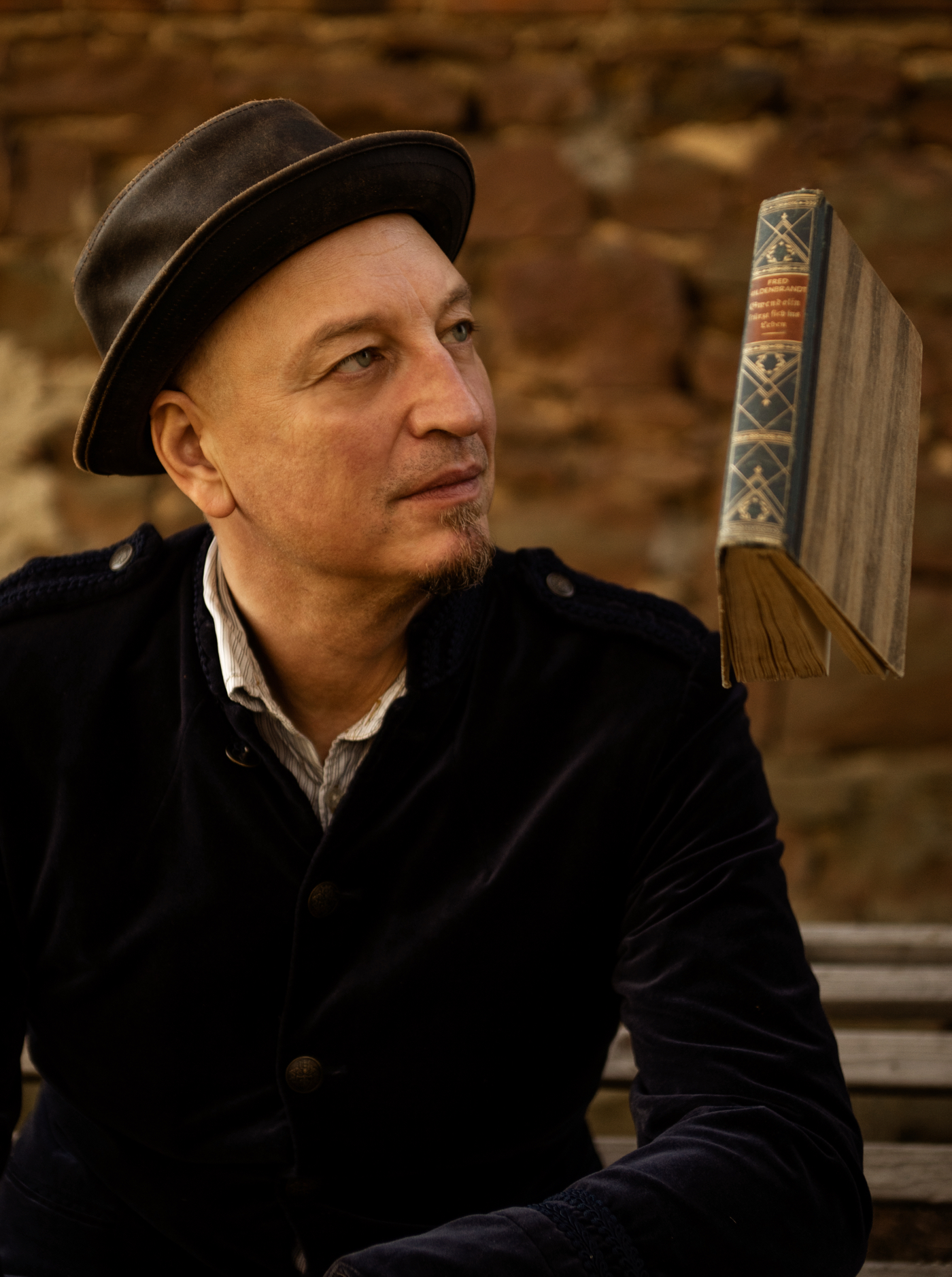
Robert Carl Blank

## Leben
Blank ist tschechischer Abstammung. Er schrieb und arrangierte im Alter von 16 Jahren seine ersten Songs. Er war von der Musik Frank Zappas beeindruckt. Nach einem Auslandsjahr in England spielte er ab 1996 in unterschiedlichen Rock- und Pop-Bands im Rhein-Main-Gebiet mit. Seine musikalische Weichenstellung erhielt Blank 1997 in den USA. Nach einem Praktikum in Chicago begleitete er Carl Weathersby sechs Wochen lang auf dessen Tour als Gitarrist. Zu seinen Einflüssen gehören Keb Mo, B.B. King, Marc Cohn, Eva Cassidy, Bernard Fanning (Powderfinger), Neil Finn (Crowded House), John Mayer, G. Love & Special Sauce oder The Getaway People.
Blank gründete mit anderen die Band Boxer und komponierte für die Gruppe ab 1998 Stücke in den Bereichen R’n’B, Soul und Pop. Auf dem von Edo Zanki produzierten Debütalbum Stick Together steuerte er sechs Titel bei. Boxer war Opener für Elton John, Whitney Houston und Eros Ramazzotti.
Nach einer knapp zweijährigen Auszeit und Tour durch Australien veröffentlichte Blank im September 2003 sein erstes Solo-Album Steps. Beim PRINZ-Talentwettbewerb erreichte er in der Kategorie Gesang das Finale. Beim Festival der Straßenkünste erreichte er in der Kategorie Solo Act den ersten Platz.
2008 veröffentlichte er das von Greg Calbi (Sterling Sound, NYC) gemasterte Album Soul Circus. Das Folgealbum Last Time I Saw Dave erschien 2010.
Bandmitglieder sind André Schulz (Bass), Dirk Morning (Drums), Chris Drave (Violine) und Christian Blaser (E-Gitarre).

## Diskografie

### Alben
| Jahr | Album                   |
| ---- | ----------------------- |
| 2003 | Steps                   |
| 2004 | Human Reclamation (EP)  |
| 2005 | Things We Do (EP)       |
| 2006 | Mad Weather (EP)        |
| 2007 | Inches & Miles (EP)     |
| 2008 | Soul Circus             |
| 2009 | True B-Sides            |
| 2010 | Last Time I Saw Dave    |
| 2015 | Rooms For Giants        |
| 2016 | Fairground Distractions |
| 2019 | The Poet                |